# 矢野兼雲
矢野 兼雲（やの けんうん）は、安土桃山時代から江戸時代前期にかけての武将・キリシタン。島津氏の家臣。島津義弘、忠恒（後の家久）の2代に仕えた馬術指南役である。

## 略歴
若い頃から馬術の才を義弘に認められており、兼雲が24歳のときに義弘は、大坪流馬術の名人で摂津国の人物である荒木志摩入道安志（荒木元清）に入門させた。後に無双の馬上手と称賛され重臣として活躍した。
文禄・慶長の役の際には義弘に供をし、泗川の戦いや露梁海戦で軍功を為した。また慶長5年（1600年）9月15日の関ヶ原の戦いに於ける島津の退き口では、義弘本隊を逃がすべく策として騎馬隊を指揮。長寿院盛淳、義弘甥の島津豊久に騎馬隊を分けている。敗走途中で義弘に馬を捨て籠に乗り家来も走破するよう進言し実行されている。6日後(9月20日）大坂（堺）まで無事到着。約250kmを一日平均42キロを走破したことになる。
鹿児島に無事帰った兼雲はその後、元和元年（1615年）に藩命により、南蛮船対策のために長崎に出張している。その滞在中に兼雲はキリシタンとなった。寛永5年（1628年）には江戸に出張し、桜田門邸の造営に関わっている。
寛永10年（1633年）秋、幕府側からキリシタンではないかと追及された際、主君の近くにもキリシタンがいることを暴露。幕府はキリシタン大名で大坂の陣の際に大坂方であった明石掃部全登の、その息子・小三郎が薩摩国に匿われていることを突き止め調べていた。この暴露により、家久（忠恒）の祖母・永俊尼（洗礼名：カタリナ）が種子島に配流され、ジュアン又左衛門が処刑された。また兼雲も、寛永13年（1636年）3月12日に桜島にて火刑に処された。他、志賀之助や権之助などの家族5名は日向国穆佐にて上意討ちされた。